# Scottish Professional Championship 1982
Die Scottish Professional Championship 1982 war ein professionelles Snookerturnier ohne Einfluss auf die Snookerweltrangliste (Non-ranking-Turnier), das vom 5. bis zum 7. März 1982 im Rahmen der Saison 1981/82 im Glen Pavillon im schottischen Dunfermline zur Ermittlung des schottischen Profimeisters ausgetragen wurde. Sieger wurde zum zweiten Mal Eddie Sinclair, der im Endspiel Titelverteidiger Ian Black besiegte. Zuvor hatte Black mit einem 67er-Break das höchste Break des Turnieres gespielt.

## Preisgeld
Gesponsert wurde das Turnier von der Biermarke Tartan Bitter und der Zeitschrift Daily Record. So konnten insgesamt 3.100 Pfund Sterling an Preisgeldern ausgeschüttet, wobei der Sieger mit knapp einem Drittel Hauptprofiteur war.
|                 | Preisgeld |
| --------------- | --------- |
| Sieger          | 1.000 £   |
| Finalist        | 500 £     |
| Halbfinalist    | 300 £     |
| Viertelfinalist | 200 £     |
| Erste Runde     | 200 £     |
| Insgesamt       | 3.100 £   |

## Turnierverlauf
Alle neun schottischen Profispieler nahmen am Turnier teil. Um auf acht Teilnehmer für das Viertelfinale zu kommen, mussten zwei Spieler ein Erstrundenspiel bestreiten, dessen Sieger dann ab dem Viertelfinale mit den übrigen Teilnehmern im K.-o.-System den Sieger ausspielte. Alle Spiele fanden im Modus Best of 11 Frames statt, außer das im Modus Best of 21 Frames gespielte Finale.
|  | Erste Runde Best of 11 Frames | Erste Runde Best of 11 Frames |    |           | Viertelfinale Best of 11 Frames | Viertelfinale Best of 11 Frames |                |   | Halbfinale Best of 11 Frames | Halbfinale Best of 11 Frames |  |  | Finale Best of 21 Frames | Finale Best of 21 Frames |
|  |                               |                               |    |           |                                 |                                 |                |   |                              |                              |  |  |                          |                          |
|  | Murdo MacLeod                 | 6                             |    |           | Ian Black                       | 6                               |                |   |                              |                              |  |  |                          |                          |
|  | Jim Donnelly                  | 5                             |    |           | Murdo MacLeod                   | 0                               |                |   |                              |                              |  |  |                          |                          |
|  | Jim Donnelly                  | 5                             |    | Ian Black | Murdo MacLeod                   | 0                               | 6              |   |                              |                              |  |  |                          |                          |
|  |                               |                               |    |           |                                 |                                 | 6              |   |                              |                              |  |  |                          |                          |
|  |                               | Chris Ross                    | 4  |           |                                 |                                 |                |   |                              |                              |  |  |                          |                          |
|  |                               | Chris Ross                    | 4  |           |                                 |                                 | Chris Ross     | 6 |                              |                              |  |  |                          |                          |
|  |                               |                               |    |           |                                 |                                 | Chris Ross     | 6 |                              |                              |  |  |                          |                          |
|  |                               |                               |    |           | Bert Demarco                    | 5                               |                |   |                              |                              |  |  |                          |                          |
|  |                               |                               |    |           | Bert Demarco                    | 5                               | Ian Black      | 7 |                              |                              |  |  |                          |                          |
|  |                               |                               |    |           |                                 |                                 |                |   |                              |                              |  |  |                          |                          |
|  |                               | Eddie Sinclair                | 11 |           |                                 |                                 |                |   |                              |                              |  |  |                          |                          |
|  |                               | Eddie Sinclair                | 11 |           |                                 |                                 | Eddie Sinclair | 6 |                              |                              |  |  |                          |                          |
|  |                               |                               |    |           |                                 |                                 | Eddie Sinclair | 6 |                              |                              |  |  |                          |                          |
|  |                               |                               |    |           | John Phillips                   | 3                               |                |   |                              |                              |  |  |                          |                          |
|  |                               | Eddie Sinclair                | 6  |           | John Phillips                   | 3                               |                |   |                              |                              |  |  |                          |                          |
|  |                               |                               |    |           |                                 |                                 |                |   |                              |                              |  |  |                          |                          |
|  |                               | Matt Gibson                   | 2  |           |                                 |                                 |                |   |                              |                              |  |  |                          |                          |
|  |                               | Matt Gibson                   | 2  |           |                                 |                                 | Matt Gibson    | 6 |                              |                              |  |  |                          |                          |
|  |                               |                               |    |           |                                 |                                 |                | 6 |                              |                              |  |  |                          |                          |
|  |                               |                               |    |           | Eddie McLaughlin                | 3                               |                |   |                              |                              |  |  |                          |                          |

### Finale
Im Finale trafen die beiden einzigen Spieler aufeinander, die seit der Neuauflage des Turnieres im Jahr 1980 eine Ausgabe gewonnen hatte: Sinclair war 1980 siegreich gewesen, Ian Black im Vorjahr 1981. Sinclair erarbeitete sich früh einen Vorsprung und ging mit 4:1 und 5:2 in Führung. Zwar verkürzte Black nochmal auf 5:4, Sinclair gewann aber die nächsten Frames zum 7:4. Dieser Vorsprung blieb in etwa in den nächsten Frames bestehen, am Ende siegte Sinclair mit 11:7.
| Finale: Best of 21 Frames Glen Pavillon, Dunfermline, Schottland, 7. März 1982                                                                    |                |                |
| Ian Black | 7:11           | Eddie Sinclair |
| 30:81 (51), 61:60, 18:69 (53), 8:106, 12:89, 66:51, 51:75, 53:28, 67:45, 52:72 (S. 51), 28:66, 65:38, 58:74, 54:10, 22:76, 66:37, 1:76, 1:91 (50) |                |                |
| – | Höchstes Break | 53             |
| – | Century-Breaks | –              |
| – | 50+-Breaks     | 4              |